# NGC 3076
NGC 3076 is een spiraalvormig sterrenstelsel in het sterrenbeeld Waterslang. Het hemelobject werd op 12 februari 1836 ontdekt door de Britse astronoom John Herschel.

## Synoniemen
- ESO 566-34
- MCG -3-26-2
- PGC 28769
- PGC 28766